# نيمانيا ميهايلوفيتش
نيمانيا ميهايلوفيتش (بالسيريلية الصربية: Немања Михајловић) هو لاعب كرة قدم صربي في مركز الهجوم، ولد في 19 يناير 1996 في بلغراد في صربيا. شارك مع منتخب صربيا تحت 17 سنة لكرة القدم ومنتخب صربيا تحت 19 سنة لكرة القدم ومنتخب صربيا تحت 21 سنة لكرة القدم. أما مع النوادي، فقد لعب مع راد بيوغراد ونادي بارتيزان.

## وصلات خارجية
- نيمانيا ميهايلوفيتش على موقع الاتحاد الأوربي (الإنجليزية)
- نيمانيا ميهايلوفيتش على موقع اتحاد تركيا (لاعب) (الإنجليزية)
- نيمانيا ميهايلوفيتش على موقع قاعدة بيانات كرة القدم.إي يو (الإنجليزية)
- نيمانيا ميهايلوفيتش على موقع Soccerbase.com (لاعب) (الإنجليزية)
- نيمانيا ميهايلوفيتش على موقع Soccerway.com (الإنجليزية)
- نيمانيا ميهايلوفيتش على موقع عالم كرة القدم.نت (الإنجليزية)